# Jackson da Silva Lima
Jackson da Silva Lima (Aquidabã, 26 de novembro de 1937) é um pesquisador, escritor, folclorista e crítico literário sergipano.

## Biografia
Jackson da Silva Lima, nascido em Aquidabã-SE, a 26 de novembro de 1937, onde fora batizado, apesar de registrado civilmente como natural de Aracaju. Filho de José de Oliveira Cruz, alfaiate, e Perolina da Silva Lima, operária de fábrica (quando solteira). Estudou até a 1ª Série Ginasial no Colégio Tobias Barreto (1945-1949) e, a partir da 2ª Série, no Atheneu Sergipense (1950-1957), onde concluiu o segundo grau; diplomou-se em Ciências Jurídicas e Sociais pela então Faculdade de Direito de Sergipe (turma de 1963), tendo estudado Letras na Universidade Federal de Sergipe, cujo curso foi interrompido em 1970, concluído o segundo ano.
Professor de Literatura Luso-Brasileira no Colégio Estadual Ateneu Sergipense (1964), e, ao mesmo tempo, juntamente com Gramática Portuguesa, em cursos pré-vestibulares de Direito, Letras e Serviço Social (1964 a 1968).
Funcionário Público dos Correios e Telégrafos (1960-1967), por concurso, passando depois a integrar os Quadros da Justiça Federal − Seção Judiciária do Estado de Sergipe (1º setembro de 1967), no cargo de Chefe de Secretaria, aposentando-se em maio de 1990, como Diretor da Secretaria Administrativa daquele órgão. Exerceu ainda a função de Diretor do Instituto da Memória e da Documentação da Secretaria de Estado da Cultura/SE (1995-1997), ao qual estavam subordinados a Biblioteca Pública “Epifânio Dórea” e o Arquivo Público do Estado de Sergipe; os Museus de Laranjeiras e de São Cristóvão. Nessa função, comandou a equipe que recuperou e reorganizou o acervo da BPED, livros e periódicos, inclusive com o resgate da “biblioteca” que pertenceu a Sílvio Romero.
Em 2022, a lei nº 9.097/2022 instituiu o dia 26 de novembro, ou seja, o dia de seu aniversário, como o Dia da Literatura Sergipana, em homenagem aos anos de dedicação às letras locais, sobretudo os que foram concretizados na sua maior obra: a "História da Literatura Sergipana", que chega a ser reconhecida a nível nacional. Sobre esse projeto, inclusive, assinalara o historiador e pesquisador Luiz Mott que "trata-se da mais bem documentada e importante obra até hoje publicada tendo as letras de Sergipe como tema". 

### Organização e pesquisa
− Esparsos e Inéditos de José Sampaio. Aracaju, Nova Editora de Sergipe, 1967.
− Esparsos e Inéditos de Fausto Cardoso. Vol. I (Poesia). Aracaju, Governo do Estado de Sergipe, 1980.
− Esparsos e Inéditos de Arthur Fortes. Vol. I (Poesia). Aracaju, Secretaria de Estado da Cultura, 1989.
− Esparsos e Inéditos de Tobias Barreto. Aracaju, Secretaria de Estado da Cultura, 1989.
− Dias e Noites (Edição Comemorativa do Centenário da Morte de TCbias Barreto). 7ª edição (revista e ampliada). Rio de Janeiro/Brasília: Editora Record/Instituto Nacional do Livro-MEC, 1989; idem, 8ª edição (revista e ampliada), São Cristóvão/SE, Universidade Federal de Sergipe, 2004; idem, 9ª edição, Rio de Janeiro: J. E. Solomon; Aracaju: Editora Diário Oficial, 2012.
− Estudos de Direito III (Edição Comemorativa do Centenário da Morte de Tobias Barreto). Rio de Janeiro/Brasília: Editora Record/Instituto Nacional do Livro-MEC, 1989; idem, nova edição, Rio de Janeiro: J. E. Solomon; Aracaju: Editora Diário Oficial, 2012.
− Poesia & Prosa de José Sampaio. Aracaju, Sociedade Editorial de Sergipe/Governo do Estado de Sergipe, 1993.
− Verso e Prosa de Pedro de Calasans. Aracaju, Secretaria de Estado da Cultura, 1995.
− Poesias Líricas de José Maria Gomes de Souza. Aracaju, Sociedade Editorial de Sergipe/Secretaria de Estado da Cultura, 1995.
− Os Palmares, Zumbi e Outros textos sobre a escravidão. Aracaju, Sociedade Editorial de Sergipe/Secretaria de Estado da Cultura, 1995.
− Parnaso Sergipano. Rio de Janeiro, IMAGO Editora; São Cristóvão/SE, Universidade Federal de Sergipe, 2001.

### Opúsculos artesanais
– Disputa do Negro Pantaleão com o Cego Zé Buseu – Literatura de Cordel. Aracaju, s/editora, 2005 (Projeção folclórica, sob
o pseudônimo de Chico “Selão”).
– Formas Populares de Escritas (Grafias Rústicas). Aracaju, s/ editora, 2007 (6 OPÚSCULOS)
– João Francisco dos Santos (“João Carpina”) – Motes e Glosas – Poesia Popular de Bancada. Aracaju, s/editora, 2007, 16 pp.
− Ilustrações do CORDEL em Sergipe. Aracaju: Comissão Sergipana de Folclore, 1976, 16 págs.
− Literatura de Cordel (Coleção “João Firmino Cabral”). Edição de 20 folhetos de cordel (com destaque dos cordelistas sergipanos e sergipanizados (folhetos antigos raros, alguns inéditos).

### Publicações esparsas (seleção)
– “O Boi no Romanceiro Tradicional”, in Momento (Revista Cultural da Gazeta de Sergipe), Ano I, n. 9, Aracaju, Gazeta de Sergipe, janeiro de 1977, pp. 5-20; idem, in Revista Sergipana de Cultura, Ano II, n. 2, Aracaju, Conselho Estadual de Cultura, janeiro de 1978, pp. 45-62.
– “Achegas ao Romanceiro Tradicional em Sergipe”, in Revista Sergipana de Folclore, Aracaju, Comissão Sergipana de Folclore, Ano II, outubro de 1979, n. 3, pp. 45-71; idem, revisto e ampliado, in Estudos de Folclore em Homenagem a Manuel Diégues Júnior, Coordenador: Bráulio do Nascimento – Rio de Janeiro: Comissão Nacional de Folclore; Maceió: Instituto Arnon de Melo, 1991, pp. 119-147.
– “Pesquisa e Exegese da Cantoria Improvisada (Necessidade de uma revisão metodológica)”, in Encontro Cultural de Laranjeiras –20 Anos, Aracaju, Governo do Estado de Sergipe/SEC/FEC, 1994, pp. 191-223.
– “O Conto Popular em Sergipe”, in Anais da III Jornada Sergipana de Estudos Medievais (Sobre o Conto Popular), Aracaju, Secretaria do Estado da Cultura, 1998, pp. 141-148.
– “A Linguagem Lúdico-Infantil (Face Oculta ou Proibida)”, in Anais do XXIII Encontro Cultural de Laranjeiras (Simpósio sobre o Sagrado e Profano), Aracaju, Secretaria de Estado da Cultura, 1999, pp. 69-81.
– “Orações Profanas”, in Anais do XXIV Encontro Cultural de Laranjeiras (Simpósio sobre o Folclore Infantil), Aracaju, Secretaria de Estado da Cultura, 1999, pp. 117-124.
– “A Poesia Popular Bárdica em Sergipe (Nomes Representativos”, in Estudos em Literatura Popular (Edição Comemorativa dos 25 anos do PPLP), João Pessoa, Editora Universitária, 2004, pp. 329-351.
– “Sílvio Romero e a Poesia Científico-Filosófica”, in Sílvio Romero e Teófilo Braga (Actas do II Colóquio Tobias Barreto), Lisboa, Fundação Lusíada, 1996, pp. 211-239.
− “Literatura Sergipana e seus Primórdios (Presença da Protoliteratura), in Revista “Travessias Interativas” (Universidade Federal de Sergipe Departamento de Línguas Vernáculas), n. 21 (2020) – São Cristóvão: UFS, 2020.